# Computerspielabhängigkeit
Computerspielabhängigkeit oder Computerspielstörung, umgangssprachlich auch Computerspielsucht genannt, wird als Abhängigkeit einer Unterform der substanzungebundenen Abhängigkeiten zugeordnet, die aus der zwanghaften Nutzung von Computer- und Videospielen besteht.
Computerspielstörung wird als psychische Krankheit angesehen, weil sie die Freiheitsgrade des Betroffenen einengt und dadurch ein Freiheitsverzicht sowie -verlust resultiert. Besonders beachtet sind hierbei Online-Rollenspiele, in denen sich sehr viele Spieler zur selben Zeit aufhalten (Massively Multiplayer Online Role-Playing Game, MMORPG).
Die Weltgesundheitsorganisation (WHO) hat die Computerspielstörung in die ICD-11 aufgenommen. Die American Psychiatric Association (APA) erkennt die Computerspielstörung zwar nicht als Störung an, doch angesichts der vorhandenen Studien und Forschungen hat die APA die Computerspielstörung als „Zustand, der weitere Untersuchungen erfordert“ in das DSM-5 als „Internet Gaming Disorder“ aufgenommen.

## Diagnostik

### Bisherige Diagnostikmöglichkeiten
Zur Diagnose der Computerspielabhängigkeit existierten bislang keine eigenständigen Störungsbilder im ICD-10 oder DSM-IV. In beiden Klassifikationssystemen konnte die Computerspielabhängigkeit zu den abnormen Gewohnheiten und Störungen der Impulskontrolle (F. 63.8) sowie zum pathologischen Glücksspiel gezählt werden (F.63.0). Die Diagnose und Therapieoptionen waren somit erheblich erschwert. Es zeigten sich ähnliche Symptome bei anderen psychischen Abhängigkeiten, auch wenn sich das Craving nicht bei jeder Person manifestiert. Reiner Obert stellte eine Analogie zur Alkoholabhängigkeit her.

### Weitergehende Diskussion
In den Vereinigten Staaten hat die Frage der Videospiel-Sucht viele Diskussionen ausgelöst. Die American Medical Association traf sich im Juni 2007, um dieses Thema zu diskutieren, mit dem Ergebnis, dass weitere Forschungen notwendig seien, bevor Computerspielabhängigkeit als eine formale Diagnose betrachtet werden kann. Die American Psychiatric Association (APA) wurde aufgefordert, zu untersuchen, ob die Diagnose für eine Aufnahme in den DSM-IV (Diagnostic and Statistical Manual of Mental Disorders) geeignet sei. Michael Brody, ein Mitglied der American Academy of Child and Adolescent Psychiatry, wies darauf hin, dass trotz seiner Ansicht, dass Computerspiele süchtig machen könnten, er nicht notwendigerweise glaube, die Diagnose rechtfertige die Aufnahme in das DSM. In einer offiziellen Stellungnahme vom 25. Juni 2007 verkündet die APA, dass sie „zur Zeit Computerspielabhängigkeit nicht als psychische Störung betrachtet“. Das revidierte DSM-5 beinhaltet Internet Gaming Disorder als Forschungsdiagnose. Dazu müssen fünf der folgenden Kriterien über 12 Monate erfüllt sein:
1. Gedankliche Eingenommenheit
2. Entzugssymptome
3. Toleranzentwicklung
4. Fehlende Kontrolle
5. Interessenverlust
6. Weitere Nutzung trotz auftauchender Probleme
7. Vertuschen
8. Flucht
9. Schwerwiegende Folgen[8]

Insbesondere stehen auch die Hersteller von als besonders suchtgefährdend klassifizierten Computerspielen in der Kritik. Während diese abwiegeln, wird ihnen von anderer Seite vorgeworfen, mit dem Suchtpotenzial gezielt zu kalkulieren.

### ICD-11 und DSM-5
In die im Jahr 2022 in Kraft getretene ICD-11 hielt die Computerspielstörung Einzug im Kapitel der „Psychischen Störungen, Verhaltensstörungen oder neuromentale Entwicklungsstörungen“. Einige Experten kritisieren diese Entscheidung und warnen vor einem Missbrauch der Diagnose. Betroffene müssten demnach auf Probleme wie Depressionen und soziale Angststörungen hin untersucht werden.
Auch in das 2013 veröffentlichte DSM-5 wurde die Internet Gaming Disorder als Forschungsdiagnose aufgenommen.

## Verbreitung/Prävalenz
Eine repräsentative Studie aus dem Jahr 2010 des Kriminologischen Forschungsinstituts Niedersachsen (KFN) bei der 44.610 Jugendliche im Alter von 15 Jahren in 61 zufällig ausgewählten Landkreisen bzw. kreisfreien Städten befragt wurden ergab, dass bereits über 14.000 Jugendliche computerspielsüchtig und weitere 23.000 Jugendliche gefährdet seien. 15-jährige Jugendliche, die World of Warcraft nutzen, spielten der Studie zufolge im Schnitt 3,9 Stunden am Tag. Dabei lag der Anteil der Jugendlichen, die ein suchtartiges Verhalten mit Kontrollverlust und Entzugserscheinungen aufwiesen, bei 8,5 Prozent. Der einstige Leiter des KFN, Christian Pfeiffer, forderte in diesem Zusammenhang eine höhere Alterseinstufung für das Spiel von 12 auf 18 Jahre und somit keine Jugendfreigabe.
Angaben des Bundesgesundheitsministeriums vom August 2024 zufolge ist bei 8,4 Prozent der 12- bis 17-jährigen Jugendlichen und 5,5 Prozent der 18- bis 25-jährigen jungen Erwachsenen von einer computer- oder internetbezogenen Störung auszugehen. In der Altersgruppe der 12- bis 17-Jährigen sind die weiblichen Jugendlichen (10,0 Prozent) stärker betroffen als die männlichen Jugendlichen (7,0 Prozent). Auch für die 18- bis 25-jährigen Frauen und Männer ist eine Zunahme der problematischen computerspiel- oder Internetnutzung zu beobachten. Allerdings zeigen sich bei der Art der Internetnutzung deutliche Geschlechterunterschiede: Innerhalb der Gruppe der 12- bis 17-jährigen Jugendlichen ist unter männlichen die tägliche Nutzung von Computerspielangeboten und unter weiblichen Jugendlichen die Nutzung der Kommunikationsmöglichkeiten des Internets weiter verbreitet.
Eine Umfrage in den Vereinigten Staaten vom April 2007 durch die Marktforscher von Harris interactive (Harris Poll) fand heraus, dass 8,5 % der 1178 jugendlichen Spieler „als krankhaft oder klinisch ‚abhängig‘ von Videospielen klassifiziert“ werden können. Eine britische Umfrage vom November 2006 zeigte, dass 12 % der befragten 7000 Spieler ein Suchtverhalten aufwiesen. 94 % der befragten Spieler waren männlich. Einer von neun Spielern erfüllte die Suchtkriterien. Es wird angenommen, dass übermäßiges Computerspielen in Asien ein größeres Problem darstellt. Eine von der Regierung beauftragte Umfrage in Südkorea kam zu der Einschätzung, dass 2,4 % der Südkoreaner zwischen 9 und 39 Jahren süchtig sind mit 10,2 % weiteren Grenzfällen.
Eine Umfrage der Entertainment Software Association aus dem Jahr 2005 fand heraus, dass übermäßige Computerspiel-Nutzung besonders bei Spielern von MMORPG weit verbreitet ist. In einem Interview von 2005 schätzte Dr. Maressa Orzack vom McLean Hospital in Belmont im US-Bundesstaat Massachusetts, dass 40 % aller 8,5 Millionen Spieler des Spiels World of Warcraft abhängig sind. Diese Zahl stammt aus einer Umfrage, die von Nick Yee im Rahmen des Daedalus Projekts durchgeführt wurde. Nick Yee wies jedoch darauf hin, dass bei der Interpretation dieser Umfragedaten Vorsicht angebracht sei.
Eine Studie der Stanford University School of Medicine aus dem Jahre 2008 zeigt, dass Computerspielabhängigkeit bei Männern stärker ausgeprägt ist als bei Frauen, wenn sich das Spielekonzept um territoriale Kontrolle dreht. In einer Studie mit bildgebenden Verfahren der Stanford University School of Medicine – der ersten ihrer Art – haben Wissenschaftler zeigen können, dass während eines Videospiels die Belohnungszentren des Gehirns bei Männern stärker aktiv sind als bei Frauen; „Diese Geschlechtsunterschiede können erklären helfen, warum Männer von Computerspielen stärker angezogen und ‚gefangen‘ werden als Frauen“ schreiben die Forscher in ihrer kürzlich im Journal of Psychiatric Research online erschienenen Veröffentlichung.

## Mögliche Ursachen
Die Ursachen einer Computerspielabhängigkeit sind noch immer nicht vollständig untersucht. Die meisten Theorien konzentrieren sich auf das eingebaute Belohnungssystem der Spiele, um die abhängig machende Natur der Spiele zu erklären.
Forscher an der University of Rochester und Immersyve Inc. erforschten, was Spieler motiviert, um Videospiele immer weiter zu spielen. Sie glauben, dass weit mehr Faktoren dafür verantwortlich sind als nur der Spaß. Forschungsleiter Richard Ryan, ein Vertreter der Motivationspsychologie an der Universität Rochester, nimmt an, dass viele Videospiele einige psychische Grundbedürfnisse befriedigen und Spieler oft weiterspielen für Belohnungen, Freiheit und oftmals auf Grund der Verbindung zu anderen Spielern.
Es werden auch Abhängigkeiten angegeben, die über negative Affekte entstehen. Reiner Obert gibt in einer Fallstudie („Fledermausspiel“) an, dass archetypische Ängste und das Ringen um Befreiung davon ihren Niederschlag in süchtigem Umgang mit Computerspielen finden können.
An gleicher Stelle werden Gleichförmigkeiten meditativ vollzogenen Spielens einerseits mit männlicher und andererseits mit weiblicher Sexualität beschrieben. In der süchtigen Bindung zwischen dem Spieler und seinem Spielzeug sublimierten sich gleichermaßen Geilheit wie auch das (fötale) Bedürfnis nach Eins-Einigkeit mit einem (mütterlich) umschließenden Metasystem „Spieler-Spiel“.
Dr. Brody, Vorsitzender des Medienausschusses der American Academy of Child and Adolescent Psychiatry führt aus, dass die Computerspielabhängigkeit durch psychische Probleme, wie antisoziale Persönlichkeit, Depressionen und Phobien, insbesondere soziale Phobien, mit verursacht sein kann. Er glaubt, dass viele Abhängige einen Weg suchen, um der Realität zu entfliehen, und dann entdecken, dass sie eine vollständig neue Person in einem Online-Spiel erzeugen und ihr Leben durch ihre neue Online-Persönlichkeit leben können. Auf Grund neu gewonnener virtueller Freunde und neuer, virtueller Macht, beginnen sie ihr Fantasieleben stärker zu mögen als die Realität und lehnen es schließlich ab, davon wieder weggezogen zu werden.
Zudem existieren Ansätze, die lerntheoretische und neurobiologische Befunde integrieren. Als zentraler Antrieb für das süchtige Verhalten wirkt dabei die reine Erinnerung an die positive Suchtmittelwirkung. Für die Aufrechterhaltung des exzessiven Spielverhaltens sind Lernprozesse (wie z. B. die klassische und operante Konditionierung) verantwortlich. Wird ein Computerspiel im Sinne einer inadäquaten Stressbewältigung (z. B. bei Einsamkeit) exzessiv ausgeführt, kann der durch Einsamkeit ausgelöste negative Effekt unterdrückt bzw. verdrängt werden. Damit findet eine Verstärkung des Verhaltens statt, da ein negativer emotionaler Zustand erfolgreich durch ein Computerspiel reguliert werden konnte, und zusätzlich wird auch die Wahrscheinlichkeit einer Wiederholung des Verhaltens erhöht. Durch solche Lernprozesse wird die Computerspielnutzung mit Entspannung und dem Entfliehen aus der Realität assoziiert und trotz resultierenden negativen Konsequenzen (z. B. Arbeitsplatzverlust) beibehalten. Des Weiteren spielen auch Affekte wie Spaß, Glücksgefühle, Macht und Erregung eine Rolle bei der Entstehung einer Computerspielabhängigkeit. In diesem Fall fände die Computerspielnutzung nur noch zweckentfremdet statt, so dass nicht mehr aus Gründen der Unterhaltung, sondern zur Kompensation negativer emotionaler Zustände gespielt wird. Falls zusätzlich ein Mangel an alternativen Bewältigungsstrategien vorliegt, wird die Tendenz zur Sucht erhöht.

## Behandlung
Einige Länder wie z. B. Südkorea haben auf die wahrgenommene Bedrohung der Computerspielabhängigkeit reagiert und Behandlungszentren eröffnet. Die chinesische Regierung betreibt einige Kliniken, um Patienten zu behandeln, die süchtig nach Online-Spielen, Chatten und Web-Surfen sind. Die Behandlung der Patienten, zu der die meisten durch ihre Eltern oder durch Regierungsbeamte gezwungen werden mussten, beinhaltet verschiedene Formen des Schmerzes wie Elektroschocks.
China führte 2005 auch ein Anti-Onlinespiele-Sucht-System ein, um die Abhängigkeitsgefahr durch eine Verringerung der im Spiel eingebauten Belohnungen zu erreichen. Diese Belohnungsreduktion wurde nach drei Stunden ununterbrochenen Spielens aktiv. 2006 wurde das System abgeändert, sodass Spieler über 18 Jahren von diesen Einschränkungen nicht betroffen sind. Berichten zufolge finden jedoch auch Spieler unter 18 Jahren Wege, um diese Maßnahmen zu umgehen.
Die chinesische Regierung hat eine Kampagne gestartet, um die Anzahl der Stunden, die Teenager mit Online-Spielen verbringen, zu begrenzen. Nach den im Juli 2007 erlassenen Gesetzen müssen chinesische Internetspiel-Produzenten ein Programm installieren, das den Benutzer auffordert, seine Ausweisnummer einzugeben. Nach drei Stunden werden Spieler unter 18 Jahren aufgefordert, mit dem Spiel aufzuhören und „angemessenen körperlichen Übungen nachzugehen“. Falls sie dennoch mit dem Spiel unmittelbar fortfahren, sorgt die Software dafür, dass die im Spiel gewonnenen Punkte um die Hälfte gekürzt werden. Alle Punkte werden gelöscht, falls der Spieler mehr als fünf Stunden lang ununterbrochen spielt.
Im Juli 2021 kündigte das Unternehmen Tencent an, in China in Zukunft mittels Gesichtserkennung sicherzustellen, dass dort von 22 Uhr nachts bis acht Uhr morgens nur Personen ab 18 Jahren spielen können. Nach einem kritischen Bericht auf einer Nachrichtenseite der offiziellen Nachrichtenagentur Xinhua kündigte das Unternehmen weitere Maßnahmen an: Die Spieldauer Minderjähriger solle auf eine Stunde an Wochentagen und zwei Stunden am Wochenende und an freien Tagen begrenzt werden, Kinder unter 12 Jahren sollen keine In-App-Käufe mehr tätigen können. Auch ein Videospielverbot für Kinder unter 12 Jahren sei zu erwägen. China verbietet unter anderem bereits „unmännliche Videospiele“. Das Ziel dahinter ist, die jungen Menschen nach den Vorstellungen der Kommunistischen Partei zu formen.
Im Juni 2006 wurde die Smith and Jones Klinik in Amsterdam gebaut, die erste Behandlungseinrichtung in Europa, die ein Behandlungsprogramm für zwanghafte Spieler anbietet. Das McLean Hospital in Belmont, Massachusetts hat einen Computersucht-Service ins Leben gerufen. Anderswo können Spieler an allgemeinen Suchtberatungszentren Hilfe suchen. In einem derartigen Zentrum in Richmond, Kanada, haben 80 % der Fälle eines Jugendberaters exzessives Spielen als Hintergrund.
Auch in Deutschland entwickelt sich seit einiger Zeit ein Behandlungsangebot für Computerspielabhängigkeit. So wurde im März 2008 die erste Ambulanz für Spielsucht an der Universitätsmedizin der Johannes Gutenberg-Universität Mainz eröffnet. Die Ambulanz richtet sich an Menschen aus dem Rhein-Main-Gebiet und bietet eine auf Verhaltenstherapie basierende Intervention für Computerspielsüchtige an.
Forschungsaktivitäten in Behandlungseinrichtungen sind noch im Vorstadium, da bisher nur wenige klinische Versuche und keine Meta-Analysen für diese Art der Sucht durchgeführt worden sind. Wie bei anderen Süchten und Abhängigkeiten stellt eine Kombination von Psychopharmaka und Psychotherapie die effektivste Behandlung dar. 12-Schritte-Programme haben ebenso vielversprechende Ergebnisse gezeigt.
Die 2002 gegründete, nicht gewinnorientierte Organisation Online Gamers Anonymous ist eine Selbsthilfe-, Unterstützungs- und Rekonvaleszenz-Organisation für Spieler und ihre Angehörigen, die unter den nachteiligen Auswirkungen des exzessiven Computerspielens leiden. Auch hier wird ein 12-Schritte-Programm angeboten. Online Gamers Anonymous stellt eine Anzahl von Message Boards, mehrere Online-Meetings und andere Mittel zur Heilung und Unterstützung der Betroffenen bereit.

## Todesfälle
Mehrere gut dokumentierte Todesfälle sind bekannt, die direkt auf die Erschöpfung durch das Spielen über einen langen Zeitraum zurückzuführen sind. In Südkorea ist ein Mann gestorben, nachdem er 50 Stunden lang gespielt hatte. Ein Chinese starb in Jinzhou, nachdem er mehr als 15 Tage lang online gespielt hatte. Ein 30-jähriger starb in Quangzhou, China, nachdem er drei Tage ununterbrochen gespielt hatte. In Taiwan kam es 2015 zu gleich 2 Todesfällen innerhalb von wenigen Tagen. Ein 32- und 38-jähriger verstarben laut Polizeiangaben an einem plötzlichen Herzversagen, nachdem beide tagelang in einem Internet-Café in Kaohsiung bzw. Neu-Taipeh spielten.

## Vorkommen in Romanen, Spielfilmen und Fernsehserien
- South Park, Folge Make Love Not Warcraft; parodiert viele Aspekte der Spielsucht
- Die Simpsons, Folge aus der 18. Staffel Marge Gamer (dt. Marge Online); Marge wird eingeführt in ein MMORPG
- The Big Bang Theory, Folge Das Conan-Spiel; Penny lernt ein Online-Rollenspiel kennen und entwickelt sofort eine Sucht.
- CSI Miami, Folge Urban Hellraisers; Ein Verdächtiger wird tot aufgefunden, nachdem er 70 Stunden lang ununterbrochen gespielt hatte.
- Boston Legal, Folge aus der 2. Staffel; Beschäftigung mit dem Tod eines Jungen, der an exzessiven Videospielkonsum (drei Tage am Stück) starb.
- David Barr Kirtleys Fantasy-Story Save Me Plz handelt von der Anfrage einer jungen Frau, ihren Freund ausfindig zu machen, der verschwunden ist, nachdem er wie besessen ein MMORPG gespielt hat.
- Ben X handelt von einem autistischen Jungen, der sich in die Online-Welt eines MMORPG flüchtet, da er sich von vielen anderen Menschen nicht verstanden fühlt.
- Kevin Kuhns Roman Hikikomori handelt von einem jungen deutschen Erwachsenen, der sich in sein Zimmer einschließt und dort in Online-Spielwelten von unter anderem Minecraft lebt. Mit anderen Mitspielern baut er eine alternative Welt 0 auf.
- Der Roman Kryonium. Die Experimente der Erinnerung von Matthias A. K. Zimmermann beschreibt ein Computerspiel, dessen Algorithmen aus Gehirnströmen virtuelle Welten erschaffen, um Computerspielabhängigkeit zu therapieren. Die Patienten spielen in dieser Simulation, die mittels Brain-Computer-Interface erzeugt wird, gegen ihr eigenes Erinnerungsvermögen an.